# Ctenotus rimacolus
Espèce
Synonymes
- Ctenotus rimacola Horner & Fisher, 1998

Ctenotus rimacolus est une espèce de sauriens de la famille des Scincidae.

## Répartition
Cette espèce est endémique dans la région d'Ord Victoria en Australie-Occidentale en Australie.

## Liste des sous-espèces
Selon The Reptile Database (7 septembre 2012) :
- Ctenotus rimacolus camptris Horner & Fisher, 1998
- Ctenotus rimacolus rimacolus Horner & Fisher, 1998

## Étymologie
Le nom spécifique rimacolus vient du latin rima, la fissure, et colus, séjourner, en référence a la répartition de ce saurien dans les fissures des sols argileux.

## Publication originale
- Horner & Fisher, 1998 : Ctenotus rimacola sp. nov. (Scincidae), a new species of lizard with two allopatric subspecies, from the Ord-Victoria region of northwestern Australia. Records of the Western Australian Museum, vol. 19, no 2, p. 187-200 (texte intégral).